# Gregorio San Miguel
Gregorio San Miguel Angulo (* 2. Dezember 1940 in Valmaseda) ist ein ehemaliger spanischer Radrennfahrer.

## Sportliche Laufbahn
San Miguel war im Straßenradsport aktiv. Als Amateur siegte er 1964 im Etappenrennen Vuelta a Cantabria vor Guillermo Fernández und wurde Vize-Meister im Straßenrennen. Er war von 1965 bis 1972 Berufsfahrer. Als Radprofi gewann er 1965 das Eintagesrennen Trofeo Jaumendreu und eine Etappe der Vuelta a España sowie die Bergwertung der Rundfahrt. 1967 war er im Rennen Subida a La Reineta und auf einer Etappe der Katalonien-Rundfahrt erfolgreich. 1968 siegte er in der spanischen Bergmeisterschaft, bei Bordeaux–Saintes, im Rennen Prueba Villafranca de Ordizia und auf einer Etappe der Tour de Suisse. 1969 gewann er im Grand Prix Navarre und holte erneut einen Etappensieg in der Vuelta a España.
Zweiter wurde San Miguel im Rennen Subida a La Reineta 1966, Dritter in der Katalonischen Woche 1965, im Circuit de Getxo, in den Rennen Subida Urkiola, Subida al Naranco sowie in der Bergmeisterschaft und 1969 in der Trophée Luis Puig.
San Miguel bestritt alle Grand Tours. In der Tour de France 1968 fuhr er als Vierter knapp am Podium vorbei und gewann mit Spanien die Mannschaftswertung.

## Grand-Tour-Platzierungen
| Grand Tour            | 1965 | 1966 | 1967 | 1968 | 1969 | 1970 | 1971 |
| --------------------- | ---- | ---- | ---- | ---- | ---- | ---- | ---- |
| Vuelta a EspañaVuelta | 41   | 13   | 7    | 36   | 8    | –    | DNF  |
| Giro d’ItaliaGiro     | –    |      | DNF  | –    | –    | –    | –    |
| Tour de FranceTour    | –    | 37   | –    | 4    | DNF  | –    | –    |

Bei den Straßenradsport-Weltmeisterschaften 1969 wurde er 17. im Profirennen.